# Чемпіонат Української РСР з хокею 1941
Розіграш дебютної Першості України з хокею відбувся у 1941 році. Змагання проводилися за олімпійською системою за участі збірних команд зі Львова, Чернівців, Тернополя, Станіслава, Дрогобича, Рівного та Луцька. Восьмим учасником турніру був тогорічний чемпіон Львова — «Спартак». Матчі 1/4 фіналу та півфінали проходили у Львові (на стадіоні «Спартак») з 9 по 16 лютого, фінал першості відбувся 23 лютого у Києві.

## Історія
На теренах Радянського Союзу в передвоєнні роки популярним був «російський» (а точніше — норвезький) хокей з м'ячем. І навпаки, на приєднаних територіях Прибалтики та Західної України розвиток отримав канадський різновид хокею — з шайбою. У Львові існували сильні команди «Поґонь», «Чарні», «Лехія», «Україна», а в Чернівцях — «Драгош Воде», «Ян», «Маккабі», «Довбуш». Непогані колективи були в інших містах: у Станіславові «Раз Два Тши», «Хакоах», Дрогобичу «Юнак», «Чувай», Рівному ВКС, «Погонь», «Поліційний КС», Тарнополю «Креси», «Єгуда», «Легіон», Ужгороді УАК та інші. З приходом на західноукраїнські землі радянської влади усі ці спортивні клуби були розпущені, а замість них створені добровільні спортивні товариства — «Спартак», «Буревісник», «Динамо» та інші.
Частина хокеїстів з розформованих команд емігрувала, частина залишилася на Батьківщині. Серед гравців, що взяли участь в дебютному розіграші, були такі відомі майстри ключки, як Омелян Бучацький, Юрій Дицьо, Казимир Соколовський та інші. Завдячуючи їм спортивне керівництво УРСР ухвалило рішення провести українську першість серед команд з приєднаних територій. Слід відмітити, що до 1941 року західноукраїнські команди з різних регіонів змагалися між собою, але суто в товариських матчах (оскільки етнічні українські території були роззосереджені по декількох державах — Польщі, Румунії, Чехо-Словаччині). Таким чином, хокейний чемпіонат 1941 року був першим об'єднаним змаганням в історії українських земель, що мав визначити найкращу команду. Фінал змагань заплановано було провести в Києві з метою популяризації канадського різновиду хокею на теренах радянської України.
В першості взяло участь дві команди зі Львова — «Спартак» (що виборов міську першість цього ж року) та збірна Львова (складена з хокеїстів срібного та бронзового призерів міського розіграшу — «Буревісника» і «Динамо»), а також збірні команди інших шести міст.
Наразі, результат фінального матчу встановити ще не вдалося.

## Розіграш першості

### 1/4 фіналу
| Дата       | Місце                   | Господарі                        |   | Гості                | Рахунок              |
| 09.02.1941 | Львів Стадіон «Спартак» | «Спартак» (Львів)                | – | «Спартак» (Дрогобич) | 14:1 (?:?, ?:?, ?:?) |
| 09.02.1941 | Львів Стадіон «Спартак» | Зб.Львів («Буревісник»+«Динамо») | – | Зб. Тернопіль        | ?:? (?:?, ?:?, ?:?)  |
| 02.1941    | Львів Стадіон «Динамо»  | Зб.Чернівці                      | – | Зб.Станіслав         | ?:? (?:?, ?:?, ?:?)  |
| 02.1941    | Львів Стадіон «Динамо»  | Зб.Рівне                         | – | Зб.Луцьк             | ?:? (?:?, ?:?, ?:?)  |

### 1/2 фіналу
| Дата       | Місце                   | Господарі                         |   | Гості | Рахунок             |
| 16.02.1941 | Львів Стадіон «Спартак» | «Спартак»(Львів)                  | – | ?     | ?:? (?:?, ?:?, ?:?) |
| ?          | Львів Стадіон «Динамо»  | Зб. Львів («Буревісник»+«Динамо») | – | ?     | ?:? (?:?, ?:?, ?:?) |

### Фінал
| Дата       | Місце | Господарі |   | Гості | Рахунок             |
| 23.02.1941 | Київ  | ?         | – | ?     | ?:? (?:?, ?:?, ?:?) |

## Підсумкова класифікація
| Місце | Команда                              | І | В | Н | П | Ш    | О |
| ----- | ------------------------------------ | - | - | - | - | ---- | - |
| 1-4   | «Спартак» (Львів)                    | ? | 1 | ? | ? | 14-1 | ? |
| 1-4   | Збірна Львів («Буревісник»+«Динамо») | ? | 1 | ? | ? | ?-?  | ? |
| 1-4   | Збірна (Чернівці)                    | ? | 1 | ? | ? | ?-?  | ? |
| ?     | Зб. Рівне («Авангард»)               | ? | ? | ? | ? | ?-?  | ? |
| ?     | Зб.Станіслав («Іскра»+«Спартак»)     | ? | ? | ? | ? | ?-?  | ? |
| 5-8   | Збірна Дрогобич («Спартак»)          | 1 | 0 | 0 | 1 | 1-14 | 0 |
| 5-8   | Збірна Луцьк («Авангард»)            | 1 | 0 | 0 | 1 | ?-?  | 0 |
| 5-8   | Зб. Тернопіль («Локомотив»)          | 1 | 0 | 0 | 1 | ?-?  | 0 |

## Склади команд
«Спартак» Львів: …; Казимир Соколовський (?, ?), Палюс (?, ?), …

м. Львів: …; Юрій Дицьо («Буревісник» Львів, ?, ?), Омелян Бучацький («Буревісник» Львів, ?, ?), …